# Túpac Amaru I
Túpac Amaru (? - Cusco, 1572) fou l'últim monarca o emperador inca (sapa inca) el qual governà l'incanat de Vilcabamba (restes de l'Imperi Inca) al segle xvi. Va succeir al seu germà, Titu Cusi Yupanqui. Després de fer front durant algun temps a les tropes espanyoles (en la conquesta espanyola de l'Imperi Inca), finalment va ser empresonat i executat per una expedició comandada per Martín Hurtado de Arbieto.